# Coscinia albeola
Coscinia albeola är en fjärilsart som beskrevs av Jacob Hübner 1804. Coscinia albeola ingår i släktet Coscinia och familjen björnspinnare. Inga underarter finns listade i Catalogue of Life.